# 尼尔斯·维德福斯
尼尔斯·维德福斯（瑞典語：Nils Widforss，1880年11月30日—1960年5月2日），生于斯德哥尔摩，瑞典前男子竞技体操运动员。他曾获得1908年夏季奥运会体操比赛男子团体全能金牌。他于1960年在布羅姆馬去世。